# Flint a spasso nel tempo
Flint a spasso nel tempo (時空探偵ゲンシクン?, Jikū tantei Genshi-kun, lett. "Il detective spazio-temporale Genshi-kun") è un anime diretto da Hiroshi Fukutomi, composto da 39 episodi andati in onda tra il 1998 ed il 1999 su TV Tokyo. Dalla serie è stato tratto un manga, di Hideki Sonoda ed Akira Yamauchi, pubblicato su Comic Bom Bom fra il 1998 ed il 1999.
La versione italiana, trasmessa su Italia 1 nell'estate del 2002, è basata sull'adattamento statunitense operato dalla Saban Entertainment, che l'ha resa molto diversa da quella originale. La sigla italiana è stata composta da Franco Fasano su testo di Alessandra Valeri Manera ed è cantata da Cristina D'Avena.

## Trama
La storia è incentrata su Flint Hammerhead (ゲンシ?, Genshi), un bambino proveniente dalla preistoria resuscitato grazie ad un fossile. Insieme a due bambini, Sarah (大和ソラ?, Yamato Sora) e Tony Goodman (大和トキオ?, Yamato Tokio), ha il compito di viaggiare attraverso le varie epoche storiche ed allearsi con delle creature, i cambia-tempo, per proteggere il naturale decorso degli avvenimenti. Le creature (somiglianti per certi aspetti ai Pokémon o ai Digimon) hanno tre forme: quella di base che hanno al loro incontro con Flint e due evoluzioni che li rendono più potenti, di cui una benigna (mega cambia-tempo) ed una maligna (guasta-tempo), perché è originata dagli oscuri poteri della terribile Petra Fina (愛野 瞳?, Aino Akira) e i suoi scagnozzi, Dino e Tino, che cercano invano di impadronirsi dei cambia-tempo per alterare la storia per conto del loro padrone l'oscuro signore, Lord Dark.

## Media

### Anime
L'anime è stato trasmesso in Giappone su TV Tokyo dal 1º ottobre 1998 al 24 giugno 1999 per un totale di 39 episodi. La sigla d'apertura è Power na kimochi (パワーなきもち?, Pawā na kimochi, lett. "La forza dei buoni sentimenti") cantata da Yukari Asakura. Come sigle di chiusura si sono susseguite diversi brani: Moshimo... (もしも...? lett. "Se...") di Mayumi Iizuka (ep. 1-14), Kirakira (きらきら? lett. "Scintillante") di Manabi Mizuno (ep. 15-26), Boku no shirushi (僕のシルシ? lett. "Mio signore") di Nakagawa Keniti (ep. 27-38) e Jikuu no kanata e (時空の彼方へ? lett. "Oltre il tempo e lo spazio") di Yukiji, Nana Mizuki, Tiaki Morita, Tachiki Fumihiko e Nishimura Chinami (ep. 39).
Negli USA la serie è stata acquisita dalla Saban Entertainment e messa in onda su ABC Family e Fox Network dopo aver subito un radicale adattamento. I dialoghi sono stati sostituiti con nuovi che non ricalcano affatto quelli originali, aggiungendo anche battute e scherzi. Nonostante l'ambientazione in Giappone non sia stata cambiata e talvolta si possano notare delle scritte in giapponese (senza alcuna traduzione), i nomi sono stati tutti sostituiti con versioni americane e i riferimenti alla cultura giapponese eliminati. Inoltre nella versione della Saban i cambia-tempo sono in grado di parlare, mentre in quella originale riuscivano soltanto a pronunciare il loro nome. L'intera colonna sonora è stata sostituita da un'altra composta appositamente, così come tutti gli effetti sonori, rimpiazzati da altri più americani. Le versioni trasmesse in molti altri Paesi si basano su questa, compresa quella italiana.
La serie è andata in onda anche in Francia su Fox Kids France, Jetix France, TF1 e TFou, in Spagna su Antena 3, Fox Kids España e Fox Kids Latin America, nei Paesi Bassi su Fox Kids Netherlands e in Brasile su Fox Kids Brazil e Rede Globo.
In Italia la serie è stata trasmessa per la prima volta su Italia 1 dal 3 giugno al 30 agosto 2002 per poi essere riproposta su Fox Kids, Jetix e K2. I primi 3 episodi sono stati raccolti in VHS e DVD da DNC Home Entertainment nel corso del 2002. Il doppiaggio italiano è stato curato dalla Merak Film di Milano sotto la direzione di Graziano Galoforo. L'adattamento dei dialoghi dell'edizione italiana sono stati effettuati da: Chiara Serafin, Paola Bonomi, Sergio Romanò e Cristina Robustelli. La sigla italiana, utilizzata nella trasmissione su Italia 1, è Flint a spasso nel tempo, musica di Franco Fasano, testo di Alessandra Valeri Manera, cantata da Cristina D'Avena. Nelle trasmissioni su Fox Kids, Jetix, K2 e nella distribuzione home video è stata invece impiegata quella statunitense.

#### Doppiaggio
| Personaggio (nome originale)                           | Doppiatore originale | Doppiatore italiano |
| ------------------------------------------------------ | -------------------- | ------------------- |
| Flint Hammerhead (Genshi)                              | Yukiji               | Patrizia Scianca    |
| Rocky Hammerhead (Dad-tan)                             | Fumihiko Tachiki     | Riccardo Lombardo   |
| Tony Good (Tokio Yamato)                               | Chiaki Morita        | Cinzia Massironi    |
| Sarah Good (Sora Yamato)                               | Nana Mizuki          | Federica Valenti    |
| Dr. Bernard Goodman (Prof. Yamato)                     | Masamichi Sato       | Claudio Moneta      |
| Jillian Grey (Rei Jinguji)                             | Mami Nakajima        | Stefania Patruno    |
| Ptery (Ptera)                                          | Chinami Nishimura    | Diego Sabre         |
| Getalong (Lovelove)                                    | Mayuko Omimura       | Monica Bonetto      |
| Old Timer (Timer-G)                                    | Katsumi Suzuki       | Antonio Paiola      |
| Petra Fina Dagma / Ms. Iknow (Hitomi Aino / T.P. Lady) | Yumi Tōma            | Alessandra Karpoff  |
| Dino (Dyna)                                            | Yūji Ueda            | Luca Bottale        |
| Tino (Mite)                                            | Chafūrin             | Patrizio Prata      |
| Lord Dark (Uomo Mascherato)                            | Toshiyuki Morikawa   | Marco Balzarotti    |

#### Episodi
| Nº | Titolo italiano Giapponese 「Kanji」 - Rōmaji                                            | In onda          | In onda        |
| Nº | Titolo italiano Giapponese 「Kanji」 - Rōmaji                                            | Giapponese       | Italiano       |
| 1  | Destinazione: futuro 「イシイシウッホー!」 - Ishi ishi uhhō!                             | 1º ottobre 1998  | 3 giugno 2002  |
| 2  | La prima missione 「邪馬台国でハニハニ?」 - Yamataikoku de hanihani?                     | 8 ottobre 1998   | 2002           |
| 3  | La febbre dell'oro 「黄金都市はキンキラキーン!」 - Ōgontoshi ha kinkirakīn!              | 15 ottobre 1998  | 2002           |
| 4  | La protagonista delle favole 「かぐや姫がまっテイルン?」 - Kaguya-hime gamatsu teirun    | 22 ottobre 1998  | 2002           |
| 5  | Nel gelo della Russia 「ひえひえモスビー」 - Hiehie mosubī                               | 29 ottobre 1998  | 2002           |
| 6  | Alla scoperta dell'America! 「新大陸はココロン」 - Shintairiku ha kokoron                | 5 novembre 1998  | 2002           |
| 7  | Nel paese del Sol Levante 「タネガンで天下取り」 - Tanegan de tenkatori                  | 12 novembre 1998 | 2002           |
| 8  | Enigmi all'ombra della sfinge 「スフィンのなぞなぞ?」 - Sufin no nazonazo?               | 19 novembre 1998 | 2002           |
| 9  | Dipinti animati 「らくがきホルルン」 - Rakugaki Horurun                                  | 26 novembre 1998 | 2002           |
| 10 | Una dolce canzone 「ラブラブラプソディー」 - Raburabu Rapusodī                           | 3 dicembre 1998  | 2002           |
| 11 | Un futuro campione 「燃えろ!ネッケツ」 - Moero! Nekketsu                                 | 10 dicembre 1998 | 2002           |
| 12 | Un nuovo amico 「アンモンってナニモン?」 - Anmon tte Nanimon?                            | 17 dicembre 1998 | 2002           |
| 13 | Magia di Natale 「オモチャンのクリスマス」 - Omochan no Kurisumasu                       | 24 dicembre 1998 | 2002           |
| 14 | Amici più che mai 「訪問レディはTPレディ?」 - Hōmon redi ha TP Redi                      | 31 dicembre 1998 | 2002           |
| 15 | Una squadra speciale 「ヒーローはレッドマン」 - Hīrō ha Reddoman                         | 7 gennaio 1999   | 2002           |
| 16 | Opere d'arte 「モナリスのほほえみ」 - Monarisu no hohoemi                                | 14 gennaio 1999  | 2002           |
| 17 | Voglia di volare 「とべ!とべ!ウイング」 - Tobe! Tobe! Wingu                              | 21 gennaio 1999  | 2002           |
| 18 | La forza dei sentimenti 「スーパー美女・アンモン」 - Sūpābijo Anmon                      | 28 gennaio 1999  | 2002           |
| 19 | I giganti di pietra 「大魔神モアイワ」 - Daimajin moaiwa                                 | 4 febbraio 1999  | 2002           |
| 20 | Missione elettrica 「エレキンのスーパーロボット対決」 - Erekin no Sūpā Robotto taiketsu  | 11 febbraio 1999 | 2002           |
| 21 | Nell'antica Grecia 「オリンピックに出マスルン?」 - Orinpikku ni shutsu masurun?          | 18 febbraio 1999 | 2002           |
| 22 | Operazione amore 「激突!ゲンシVSオトタン」 - Gekitotsu! Genshi VS Ototan                 | 25 febbraio 1999 | 2002           |
| 23 | L'unicorno 「時の国のユニータ」 - Toki no kuni no yunīta                                 | 4 marzo 1999     | 2002           |
| 24 | Un tuffo nel passato 「TPレディのバッド変化?」 - TP Redi no baddo henka?                 | 11 marzo 1999    | 2002           |
| 25 | Ai tempi di re Artù 「リーフィーの魔法の森」 - Rīfī no mahō no mori                      | 18 marzo 1999    | 2002           |
| 26 | Un autentico samurai 「うばわれたオトタン」 - Ubawareta Ototan                           | 25 marzo 1999    | 2002           |
| 27 | Una confusione da favola 「アンデルセンのグースー物語?」 - Anderusen no Gūsū monogatari? | 1º aprile 1999   | 2002           |
| 28 | Amore per la musica 「運命のミュージー」 - Unmei no Myūjī                                | 8 aprile 1999    | 2002           |
| 29 | Lo scambio 「コゼニーでもうかりまっか?」 - Kozenī de mō karimakka?                       | 15 aprile 1999   | 2002           |
| 30 | Vita da insetto 「むしむしムッシュー」 - Mushimushi musshū                               | 22 aprile 1999   | 2002           |
| 31 | Un giovane esploratore 「嵐を呼ぶジャバ!」 - Arashi wo yobu jaba!                        | 29 aprile 1999   | 2002           |
| 32 | Potere ipnotico 「京一郎のバッド変化!」 - Kyōchirō no baddo henka!                       | 6 maggio 1999    | 2002           |
| 33 | Questione di autocontrollo 「燃えよナックル怒りの鉄拳」 - Moeyo nakkuru ikari no tekken  | 13 maggio 1999   | 2002           |
| 34 | Scherzi fantastici 「ドロンと発明王」 - Doron to hatsumeiō                               | 20 maggio 1999   | 2002           |
| 35 | Coraggio da samurai 「武蔵対カゲニン」 - Musashi tai kagenin                             | 27 maggio 1999   | 2002           |
| 36 | Un amico, un tesoro! 「ヨミの国のナスカル」 - Yomi no kuni no nasukaru                   | 3 giugno 1999    | 2002           |
| 37 | Il maestro dei giochi 「ゲームマスター・ゲラ」 - Gēmu Masutā Gera                        | 10 giugno 1999   | 2002           |
| 38 | Arrivano i rinforzi 「時間の国の大決戦!」 - Jikan no kuni no daikessen!                  | 17 giugno 1999   | 2002           |
| 39 | La riscossa 「時空の彼方へ」 - Jikū no kanata he                                         | 24 giugno 1999   | 30 agosto 2002 |

### Manga
La serie ha ricevuto anche un adattamento manga, scritto da Hideki Sonoda e disegnato da Anko Ogura; è stato serializzato dal settembre 1998 all'agosto 1999 sulla rivista Comic Bom Bom edita da Kōdansha. I vari capitoli sono stati poi raccolti in tre volumi tankōbon. È inedito al di fuori del Giappone.
La storia narrata nella versione cartacea mostra molte differenze per quanto concerne il character design, lo sviluppo della trama e vari altri concetti, che poi sono stati scartati o cambiati nella versione animata.